# Johanna Linder
Johanna Åsa Margareta Linder, ogift Dahlberg, född den 3 juni 1973 i Gränna, är en svensk konsthallschef och före detta frilansjournalist och programledare i radion. 

## Biografi
Linder studerade vid Högskolan för lärande och kommunikation i Jönköping, arbetade 1996 till 1998 på Jönköpings-Posten och 1998 till 1999 på kvällstidningen Expressen. År 2002 gav hon tillsammans med frilansfotografen Tomas Magnusson ut boken Fest i Grevskapet, över kulturpersoner från Gränna-Visingsö tillsammans med recept från trakten. Hon arbetade som nyhetsreporter på P4 Jönköping åren 2001 till 2006, och därefter fram till 2012 som programledare och radioproducent för morgonprogrammet Morgonskiftet, vilket år 2012 nominerades till Stora radiopriset i kategorin bästa morgonprogram. Åren 2012–2016 var hon programledare för Karlavagnen som då sändes från Sveriges radio Jönköping. Hon har tidigare även skrivit krönikor i numera nedlagda ETC Jönköping,
Tillsammans med Maria Friedner drev hon 2011 till 2012 projektet Kulturbyrån Komma med syftet att formulera ett manifest för scener för lokala musikband, fotografer och dansare.
Sedan 2015 är hon chef för Österängens konsthall, som hon också var initiativtagare till.